# اندیس خاک صنعتی جنوب شرق آهوانوی
خاک صنعتی جنوب شرق آهوانوی یک اندیس غیرفلزی است که در حوالی شهر دامغان استان سمنان قرار دارد و مادهٔ معدنی موجود در آن، خاک صنعتی است.  